# Conquête romaine de l'Étrurie
La conquête romaine de l'Étrurie correspond à l'expansion romaine en Étrurie et à la soumission des cités étrusques dans la première moitié du IIIe siècle av. J.-C.
Entre 311 et 308 av. J.-C., une guerre romano-étrusque éclate pendant la deuxième guerre samnite. Soit c'est Rome qui prend l'offensive, soit elle répond à une attaque contre une de ses colonies en terres falisques, en Étrurie méridionale. Les Romains remportent une victoire décisive au lac Vadimon en 310 av. J.-C. Cette guerre marque le début du déclin des Étrusques, en proie à d'importants troubles sociaux, ce qui contribue grandement à leurs affaiblissements.
En 302 av. J.-C., à Arezzo, la plèbe locale tente de chasser la puissante famille étrusque des Cilnii qui dirige la ville. Ces derniers font appel à Rome et non à une autre cité étrusque pour se maintenir au pouvoir. Désormais, seule Rome est en mesure d'intervenir dans les affaires internes des cités étrusques. Entre 298 et 290 av. J.-C., les hostilités reprennent avec les Samnites. Ce conflit, parfois appelé « guerre italique », représente la première tentative des peuples de l'Italie centrale de s'unir contre Rome, les Samnites unissant leurs forces aux Étrusques, aux Ombriens et aux Gaulois dans le nord. La coalition est défaite à la bataille de Sentinum en 295 av. J.-C. et les Samnites sont soumis en 290 av. J.-C.
En 294 av. J.-C., la cité étrusque de Roselle est détruite et sa population décimée. Volsinies, Pérouse et Arezzo se soumettent alors à Rome. Les Falisques de Faléries ainsi que Caeré, qui se sont rebellés, sont probablement soumis en 293 av. J.-C. Le dernier sursaut étrusque a lieu en l'an 284 av. J.-C. Les cités étrusques de Vulci et Volsinies s'opposent à Rome mais elles sont contraintes d'accepter une paix très dure avec Rome en 280 av. J.-C. Après l'annexion d'une part des terres de Vulci, Volsinies est la dernière cité étrusque encore libre. Cependant, une révolte de la plèbe locale chasse l'aristocratie de la cité, qui appelle alors Rome pour se rétablir. Les Romains s'emparent de la ville en 264 av. J.-C. et la détruisent. C'est la fin de l'Étrurie indépendante.
Toutes les cités étrusques, en dehors de Caeré, municipe sine suffragio, et des colonies, dont Cosa, reçoivent le statut de cités alliées (civitates foederatae), les obligeant à fournir autant d'hommes qu’en demande Rome, et une partie de leurs terres est confisquée.

## Contexte
Rome est au contact de la cité étrusque de Caeré, son alliée depuis près d'un siècle malgré un différend au milieu du IVe siècle av. J.-C. vite oublié, lors d'un conflit face à Tarquinia et aux Falisques de Faléries,. En effet, une nouvelle invasion gauloise ainsi que le réveil de Syracuse, vieille ennemie des Étrusques, rapprochent à nouveau Rome des Étrusques vers 350. Clusium entretient aussi des rapports d'amitié avec Rome depuis près de deux siècles. La trêve de quarante années entre Rome et Tarquinia de 351 prend fin en l'an 311,.
En 311, Rome ayant atteint ses objectifs lors de la deuxième guerre samnite contre les Samnites après avoir repris le contrôle de la Campanie et tenant la vallée du Liris, une offensive ou une contre-attaque est lancée contre les cités étrusques au nord. L'offensive au cœur de l'Étrurie est audacieuse et c'est une première dans l'histoire romaine,. Cette attaque est décisive et les Romains battent les Étrusques au lac Vadimon. En 310, Rome doit aussi faire face aux Ombriens qui s'inquiètent de voir des opérations romaines si haut sur le Tibre. Ils sont aussi vaincus. En 308, les dernières résistances étrusques sont vaincues.

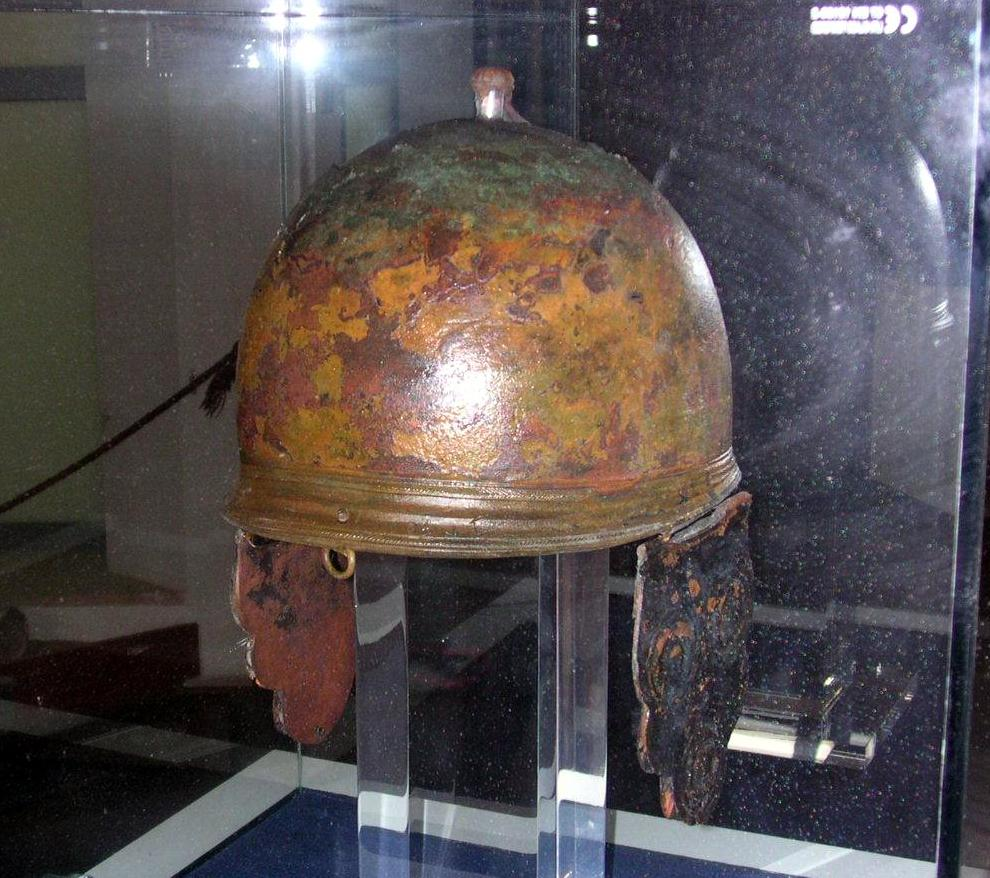
Casque étrusque à calotte et bouton central, IVe siècle.

Cette guerre romano-étrusque marque le début du déclin des Étrusques. Ces derniers sont désunis, et des conflits même éclatent au sein de chaque cité. À l'instar des cités campaniennes telles que Capoue en 343 et Naples en 327, Rome trouve sur place des alliés parmi l'aristocratie qui doit faire face aux éléments populaires. Ainsi, les nobles étrusques n'hésitent pas à se tourner vers Rome pour se maintenir au pouvoir.
Depuis la fin de la deuxième guerre samnite en 304, la République romaine continue d'étendre son pouvoir en Italie centrale. Les Èques sont écrasés pendant une courte campagne cette même année et les peuples voisins des Abruzzes, les Marses, révoltés et vaincus en 302, les Péligniens, les Marrucins et les Frentans concluent des traités d'alliance avec Rome. Les Vestins font de même en 302.

## Conflit autour d'Arezzo (302 - 301)
En 302, à Arezzo, la plèbe locale tente de chasser la puissante famille étrusque des Cilnii qui dirige la ville. Ces derniers font appel à Rome et non à une autre cité étrusque pour se maintenir au pouvoir. Désormais, seule Rome est en mesure d'intervenir dans les affaires internes des cités étrusques,.
Rome doit aussi faire face aux Marses, donc un dictateur est nommé : Marcus Valerius Maximus, qui choisit pour maître de la cavalerie Marcus Aemilius Paulus. Une fois les Marses écrasés, le dictateur se tourne contre les Étrusques. Le maître de la cavalerie est victime d’une embuscade et « se voit, avec ses soldats honteusement massacrés et mis en fuite, rejeté dans son camp ». L'armée romaine se déplace non loin de Roselle et échappent à une nouvelle embuscade grâce à l'intervention des Caérites.
En 301, les sources de Tite-Live divergent : Rome remporte peut-être une victoire décisive et une trêve de deux ans est accordée aux Étrusques qui ont combattu Rome. Ou alors, ce qui est plus accepté par les historiens modernes,, le dictateur pacifie l’Étrurie sans aucune bataille mémorable, en arrangeant seulement la sédition d’Arezzo et en faisant rentrer la famille Cilnius en grâce auprès de la plèbe.

## La troisième guerre samnite (298 - 290)

### Déclenchement de la guerre
En 299, Rome prend la ville ombrienne de Nequinum qui est peut-être l'élément déclenchant la troisième guerre samnite en 298. Les Romains fondent sur place la colonie de Narnia.
- Sénons
- Ombriens
- Étrusques
- Falisques ayant le statut d'alliés de Rome
- Romains
- Samnites (Caracéniens)
- Autres peuples : Picéniens, Prétutiens, Sabins, Èques,

                                    Vestins, Marses, Péligniens et Marrucins

- Frontière approximative entre les Sénons et les Picéniens
- Limites approximatives entre l'Ombrie et les tribus italiques à l'est et au sud
- Frontière approximative entre les Picéniens et les Sabins
- Frontière entre l'Étrurie et l'Ombrie
- Limites approximatives des terres sous domination romaine
- Limites approximatives des terres sous domination samnite

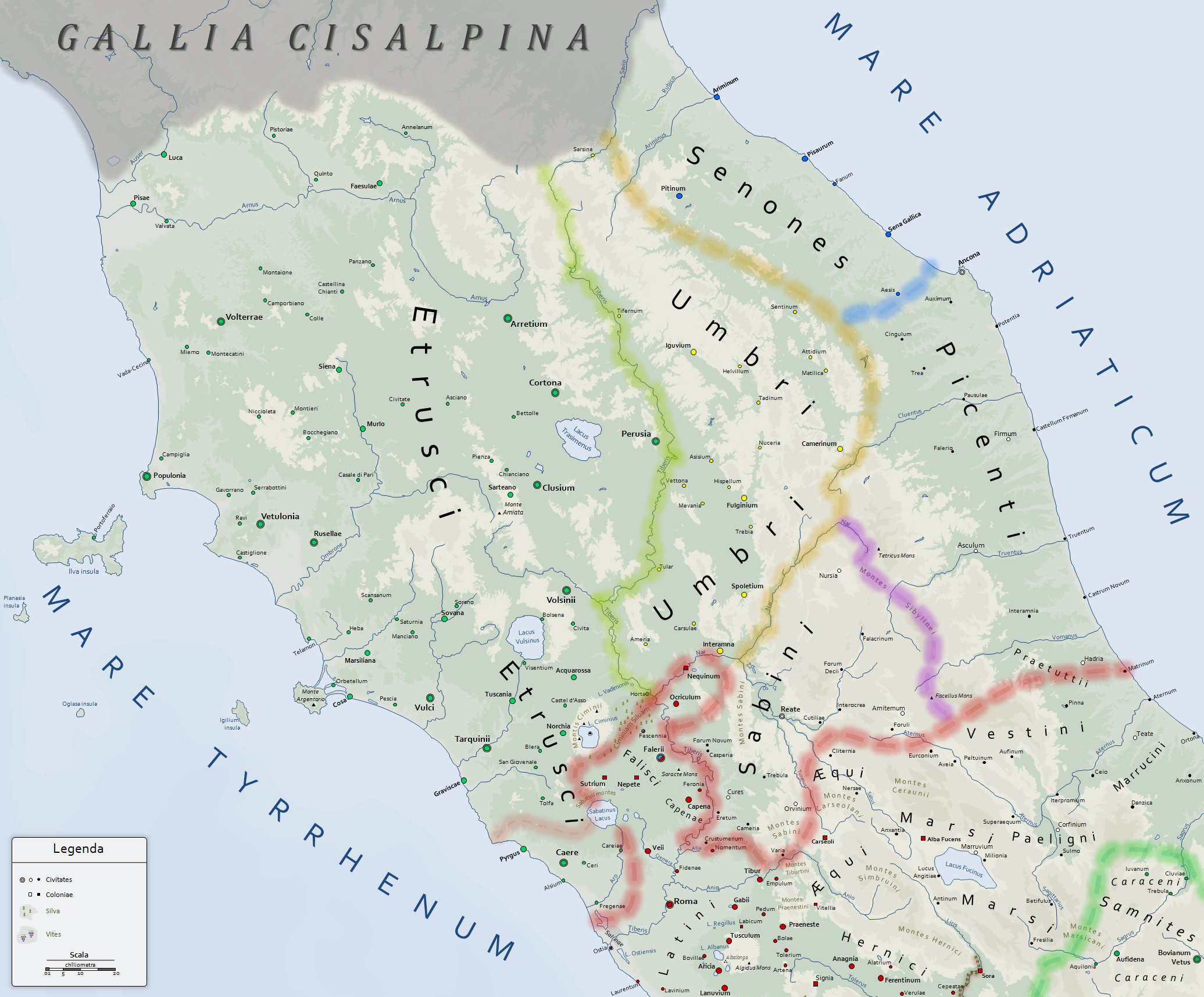
Carte de l'Étrurie, de l'Ombrie et du Picenum à la fin du.
Légende des couleurs des cités et des colonies :
Légende des couleurs des limites :

En 298, selon Tite-Live et Denys d'Halicarnasse, la guerre commence avec une attaque samnite contre les Lucaniens. Incapable de résister, ces derniers envoient des ambassadeurs et des otages à Rome pour demander une alliance. Les Romains décident d'accepter l'alliance, envoient les Fétiaux auprès des Samnites pour leur demander d'évacuer la Lucanie, et devant leur refus, la guerre est déclarée,. Pour Denys d'Halicarnasse, la véritable cause de la guerre n'est pas la compassion romaine, mais la peur de la puissance des Samnites s'ils soumettent les Lucaniens.

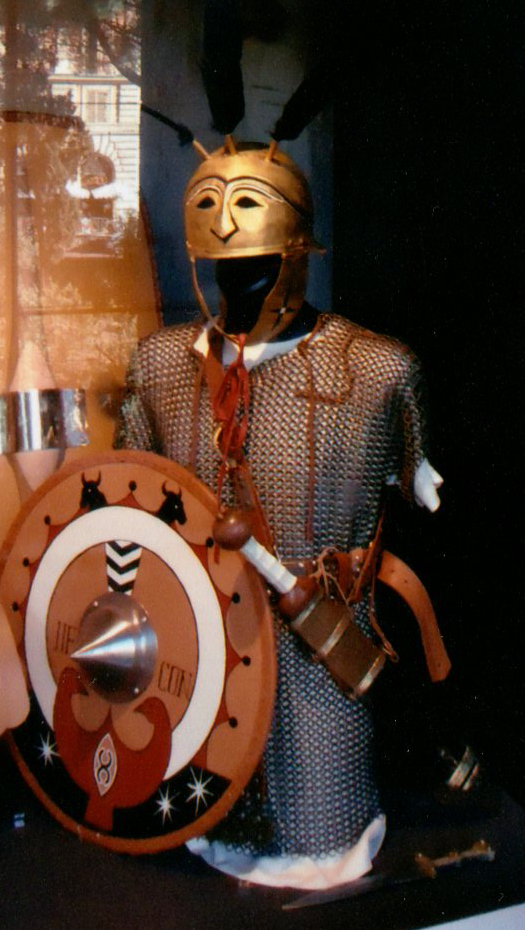
Réplique d'une armure d'un triarius, avec glaive et bouclier, Colisée, Italie.

Rome peut avoir délibérément cherché une nouvelle guerre contre les Samnites en s'alliant avec ses ennemis, malgré la proximité entre ces peuples. En tout cas, la Lucanie est annexée par Rome. Et cela signifie un encerclement presque total du Samnium par Rome et ses alliés.

### Les Étrusques dans la guerre

#### Les premières années (298 - 296)
Tite-Live écrit que les consuls de 298, Lucius Cornelius Scipio Barbatus et Cnaeus Fulvius Maximus Centumalus, se divisent les commandements militaires entre eux, Cornelius Scipio recevant l'Étrurie et Fulvius Maximus le Samnium. Cornelius Scipio marche sur Volterra où il affronte les Étrusques dans un combat indécis avant de se replier sur Faléries. Il y établit son camp et, de là, ravage la campagne étrusque. Les Fasti Capitolini donnent à Fulvius Maximus un triomphe à la fois contre les Samnites et les Étrusques.
Pour l'an 297, les Romains élisent deux consuls confirmés, Quintus Fabius Maximus Rullianus pour la quatrième fois et Publius Decius Mus pour la troisième fois. Ce sont deux commandants expérimentés qui ont déjà été consuls ensemble en 308 lors de la deuxième guerre samnite. Fabius Maximus est par ailleurs le général qui a mené l'expédition audacieuse et victorieuse au cœur de l'Étrurie en 311/310. Selon Tite-Live, les élections consulaires pour cette année ont eu lieu sur fond de rumeurs que les Étrusques et les Samnites lèvent d'immenses armées et que les Étrusques blâment leurs dirigeants de ne pas s'allier avec les Gaulois. Il est impossible d'établir aujourd'hui que les sources de Tite-Live aient ou non eu des preuves de l'existence de ces rumeurs, ou s'il s'agit de simples conjectures de ses sources ou de l'auteur lui-même. Par contre, il est probable que les hésitations des Étrusques au sujet d'acheter ou non l'alliance des Gaulois soient réelles. Il écrit que des envoyés de Sutrium, Nepete et Faléries arrivent à Rome avec comme informations que les Étrusques souhaitent la paix, et Tite-Live ne les mentionne plus pour cette année.

#### La coalition contre Rome (296 - 295)
En l'an 296, les consuls romains sont Lucius Volumnius Flamma Violens et Appius Claudius Caecus. Le premier est chargé de la guerre dans le Samnium, le second de l'Étrurie.
Tite-Live rapporte que des contingents samnites abandonnent leurs terres et rejoignent l'Étrurie pour former une coalition contre Rome. La coalition au nord prend forme : les Samnites et certaines cités étrusques s'allient. Gellius Egnatius, général samnite, prend le commandement de l'armée coalisée. Si l'on en croit le récit de Tite-Live, les Samnites partent au nord car les Romains ravagent de toute part le Samnium et sont obligés d'abandonner leurs terres. Cependant, il est probable qu'il s'agisse d'un plan audacieux de la part des Samnites pour s'unir aux autres ennemis de Rome. Tite-Live rapporte quelques dissensions entre les consuls qui se sont rejoints en Étrurie. Les deux armées consulaires défont une première armée de coalisés et s'emparent de leur camp.
La coalition contre Rome s'agrandit, avec en plus de troupes étrusques et samnites, certaines tribus ombriennes et d'importants contingents de mercenaires Gaulois, principalement Sénons, payés avec l'or étrusque. Le poids de la domination romaine dans le centre de l'Italie unit des peuples pourtant hétérogènes aux intérêts divergents : toute l'Italie centrale est en arme contre une « tyrannie intolérable » écrit Tite-Live. Les Romains ne sauront empêcher la jonction des forces coalisées, hormis les Étrusques qu'ils maintiendront essentiellement sur leurs terres.
À Rome, les deux même consuls qu'en l'an 297 sont élus : Quintus Fabius Maximus Rullianus et Publius Decius Mus, revenant chacun de leur proconsulat dans le Samnium. Il s'agit là de deux chefs expérimentés, ce qui tend à montrer que Rome a pris l'ampleur du danger qui la menace. Fabius Maximus, célèbre pour avoir grandement contribué à la victoire dans la guerre romano-étrusque de 311-308, reçoit le commandement de l'Étrurie. Tite-Live donne plusieurs versions de dissensions internes au Sénat, mais finalement les deux consuls se rendent en Étrurie. Ces rivalités entre les grandes familles romaines, notamment avec les Fabii et les Claudii, sont probablement réelles.
| Sentinum                  |
| Localisation de Sentinum. |
| Sentinum                  |

Entretemps, une légion romaine campe près de Clusium sous les ordres d'un propréteur, Lucius Cornelius Scipio Barbatus. Les sources de Tite-Live divergent, mais la légion romaine subit une défaite, qui va selon les sources d'une simple embuscade à un désastre complet. Quant aux ennemis, il s'agit soit de Gaulois Sénons, ce que pense Tite-Live, soit d'Ombriens. Outre l'armée complète menée par les deux consuls, deux autres légions sont levées pour faire face à la menace des coalisés en Étrurie, commandées par deux propréteurs. Une campe sur le territoire falisque, l'autre dans la plaine vaticane aux abords de Rome.
Les consuls traversent les Apennins et rencontrent l'armée des coalisés sur le territoire de Sentinum, au nord de l'Ombrie. Selon Tite-Live, l'armée coalisée étant importante et composée de peuples différents, elle se divise en deux : d'une part les Samnites et les alliés gaulois, d'autre part les Étrusques et les Ombriens. Sur ordre des consuls, les deux légions proprétoriennes ravagent les terres étrusques autour de Clusium de l'autre côté des Apennins, attirant l'armée étrusco-ombrienne. Les consuls romains engagent ensuite le combat contre l'armée samnito-gauloise de Gellius Egnatius. Selon Polybe, les forces étrusco-ombriennes n'ont jamais été présentes, ce qui est l'avis des auteurs modernes quant aux Étrusques, alors que les Ombriens ont peut-être combattu aux côtés des Samnites et des Gaulois. Les historiens modernes retiennent par contre l'idée de diversions romaines qui retiennent les Étrusques, voire aussi les Ombriens, sur leurs terres,.
La bataille de Sentinum est longtemps indécise mais se termine par une grande victoire de Rome. En Étrurie, les armées proprétoriennes ont emporté quelques victoires, mais la guerre couve encore. Le consul Fabius Maximus y retourne et vainc une armée de Pérouse.

#### Les dernières années (294 - 290)
En l'an 294, les nouveaux consuls romains sont Lucius Postumius Megellus et Marcus Atilius Regulus. Un des consuls se rend en Étrurie pour dévaster les territoires de Volsinies puis de Roselle. Cette dernière est prise d'assaut puis détruite. Volsinies, Pérouse et Arezzo demandent la paix, et obtiennent de Rome une trêve de quarante ans contre un tribut. Les Étrusques n'ont finalement que peu participé à la coalition contre Rome.

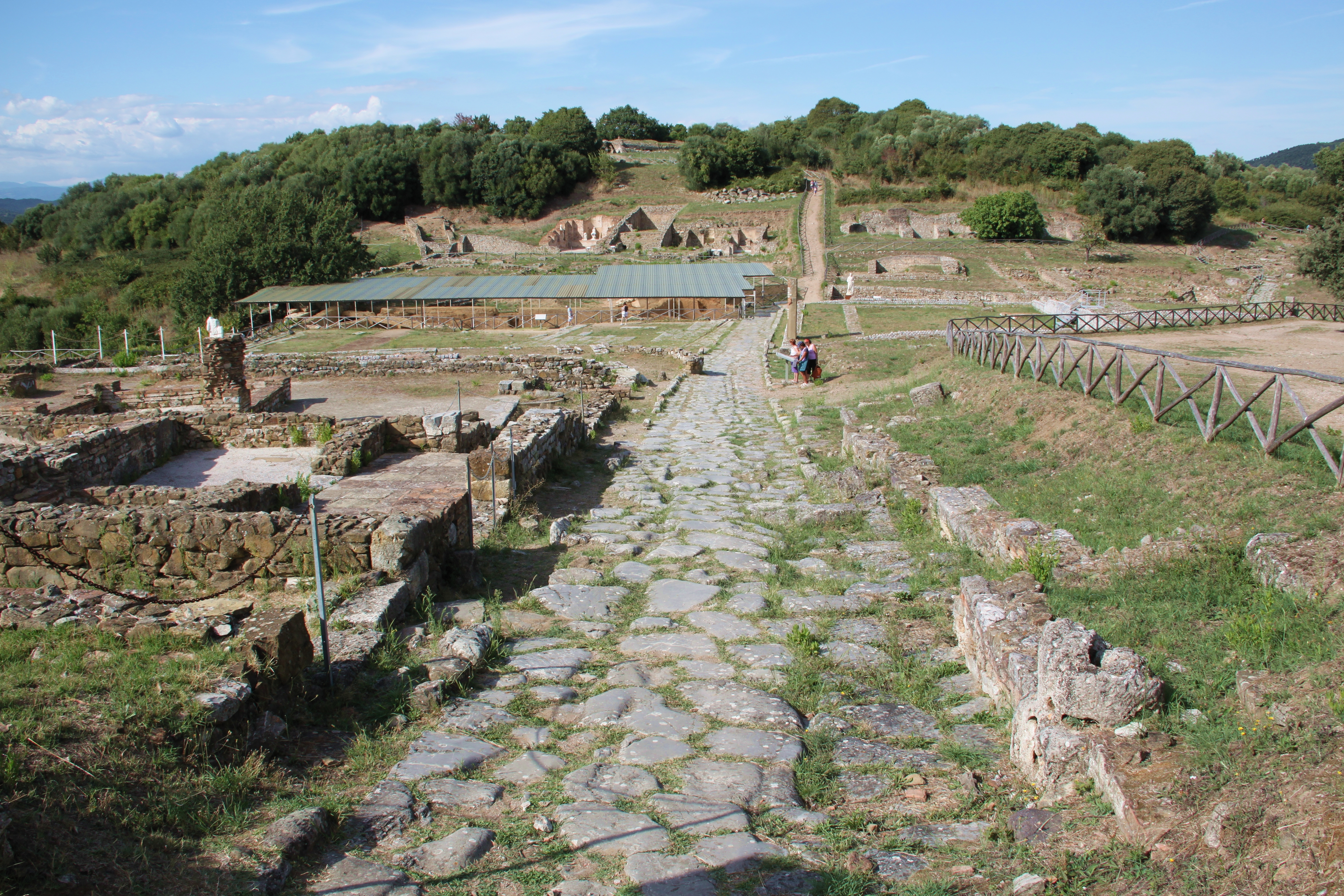
Site archéologique de Roselle.

En l'an 293, les consuls romains sont Lucius Papirius Cursor et Spurius Carvilius Maximus. Une nouvelle menace venant de l'Étrurie pèse sur Rome, ainsi que l'alliance des Falisques, jusque-là restés proches de Rome, avec les Étrusques. Carvilius Maximus part pour l'Étrurie où il s'empare de plusieurs places fortes. Les Falisques demandent la paix et obtiennent une trêve d'un an contre tribut. Il est très probable que même Caeré, pourtant proche de Rome tout au long du IVe siècle av. J.-C., s'est révoltée contre Rome lors de cette guerre. Elle est probablement soumise en 293 aussi.
En 290, les consuls romains sont Manius Curius Dentatus et Publius Cornelius Rufinus. Curius Dentatus, après avoir massacré les Samnites, vaincu les Sabins, qui se sont révoltés, et reçu leur soumission, triomphe deux fois pendant la même magistrature. Les Samnites, sans doute épuisés, demandent la paix et, pour la quatrième fois, le traité de 354 est renouvelé. Sous l'apparence d'un simple rétablissement de relations antérieures, les Samnites perdent une partie de leur territoire, acceptent de déplacer la frontière sur la haute vallée du Vulturnus, plus au sud-est que la Liris, et doivent surtout fournir des troupes à Rome en tant qu'alliés ainsi que des subsides. Les Samnites deviennent en réalité de « véritables sujets forcés d'obéir en tout à Rome ».

### Bilan étrusque
Les cités étrusques font preuve d'une cohésion nouvelle entre elles pour lutter contre Rome. Cependant, il semble que certaines cités telles que Clusium, qui a des relations d'amitié avec Rome depuis deux siècles et Tarquinia, fer de lance étrusque des précédentes guerres, ne participent pas à la guerre. Au contraire, Caeré ou encore les Falisques, les alliés de Rome, se révoltent.
La coalition entre quatre peuples, les Samnites, les Étrusques, les Ombriens et les Gaulois, contre Rome en 296 est un vrai danger pour Rome. Ils ne réussissent cependant pas à affronter les Romains ensemble. Les Samnites et les Gaulois sont défaits à la bataille de Sentinum en 295 tandis que les Étrusques et les Ombriens sont vaincus non loin de Volterra.
En 294, la cité de Roselle est détruite et sa population décimée. Les ruines des murs de la ville se dressent encore de nos jours. Volsinies, Pérouse et Arezzo se soumettent alors à Rome,. Les Falisques et les Caérites sont probablement soumis en 293.

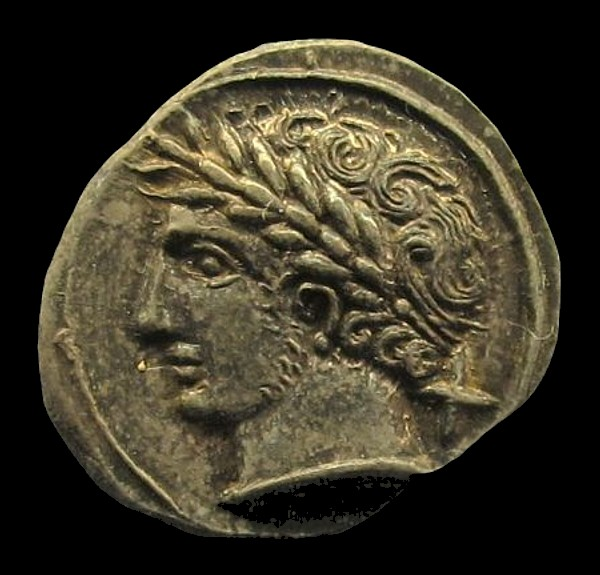
Drachme étrusque, 350-280 av. J.-C.

## La fin de la conquête romaine de l'Étrurie
Le récit intégral de Tite-Live s'arrête avec la troisième guerre samnite et il ne reste plus que des résumés, les Periochae, pour les trois quarts du siècle restant jusqu'à la deuxième guerre punique. Ces Periochae ne sont que de modestes palliatifs au récit de Tite-Live, et les évènements des années qui suivent proviennent de diverses sources qui n'ont pas la fiabilité et la circonspection de Tite-Live.

### Dernier sursaut étrusque (284 - 280)
Le dernier sursaut étrusque a lieu en l'an 284. Le consul Lucius Caecilius Metellus Denter est sévèrement battu sous les murs d'Arezzo par des Sénons, son armée est écrasée et lui-même y perd la vie,. Les Étrusques, mais aussi les Samnites et les Lucaniens, en profitent pour se révolter. Cependant, les Romains reprennent le dessus très rapidement. Manius Curius Dentatus, vainqueur des Samnites et des Sabins en 290, est élu consul suffect. Il repousse les Sénons et annexe leur territoire,. Ensuite, en 283, les Romains remportent la deuxième bataille du Lac Vadimon. Les Boïens et les Étrusques sont vaincus par le consul Publius Cornelius Dolabella qui anéantit l'armée coalisée,.
En 282, Rome entreprend la conquête du sud de l'Italie, face à Tarente, ville grecque. Cette dernière fait appel en 281 au roi d'Épire, Pyrrhus Ier. Les cités étrusques de Vulci et Volsinies saisissent l'occasion pour s'opposer à Rome. Le consul romain Quintus Marcius Philippus est honoré d'un triomphe sur les Étrusques en 281,, sans doute pour une nouvelle victoire près de Populonia.
Malgré la victoire épirote d'Héraclée en 280, le roi d'Épire doit renoncer à marcher sur Rome, n’ayant reçu que peu de soutiens hormis les Lucaniens et les Samnites. La Campanie et le Latium restent fidèles à Rome même lorsque Pyrrhus atteint Préneste, toute proche de l’Urbs. Il se retire ensuite dans le sud, sans avoir fait jonction avec les Étrusques. Le consul Tiberius Coruncanius triomphe sur les Volsiniens et les Vulciens,. Vulci et Volsinies sont alors contraintes d'accepter une paix très dure avec Rome en 280. Vulci se voit retirer une partie de ses terres. Pyrrhus, quant à lui, mène des campagnes victorieuses mais non décisives jusqu'en 275, année à laquelle il est vaincu par Manius Curius Dentatus à la bataille de Beneventum.

### Intégration romaine de l’Étrurie
Rome poursuit alors l'intégration de l’Étrurie dans son territoire. Les Romains déduisent des colonies en des lieux stratégiques, pour romaniser la région et faire office de garnisons. En 273, sur les anciennes terres de Vulci, est installée la colonie de Cosa,.
Vers 273, il est possible que Caeré, alliée de Rome tout au long du IVe siècle av. J.-C. à nouveau soumise en 293, se soit opposée à la politique romaine de domination de la côte tyrrhénienne. Un fragment antique de Dion Cassius semble montrer qu'elle s'incline sans combat, mais l'archéologie montre d'importantes dévastations à Pyrgi, détruite et reconstruite sous forme de colonie entre 273 et le milieu du siècle. Caeré est alors un municipe sine suffragio, mais c'est peut-être déjà le cas depuis 353,. Il s'agit sans doute d'une anticipation, et cette théorie est rejetée par d'autres historiens modernes qui datent ce statut de 273.
Les cités étrusques reçoivent le statut de cités alliées (civitates foederatae), les obligeant à fournir autant d'hommes qu’en demande Rome, et une partie de leurs terres est confisquée,.

### Chute de la dernière cité étrusque libre (265 - 264)

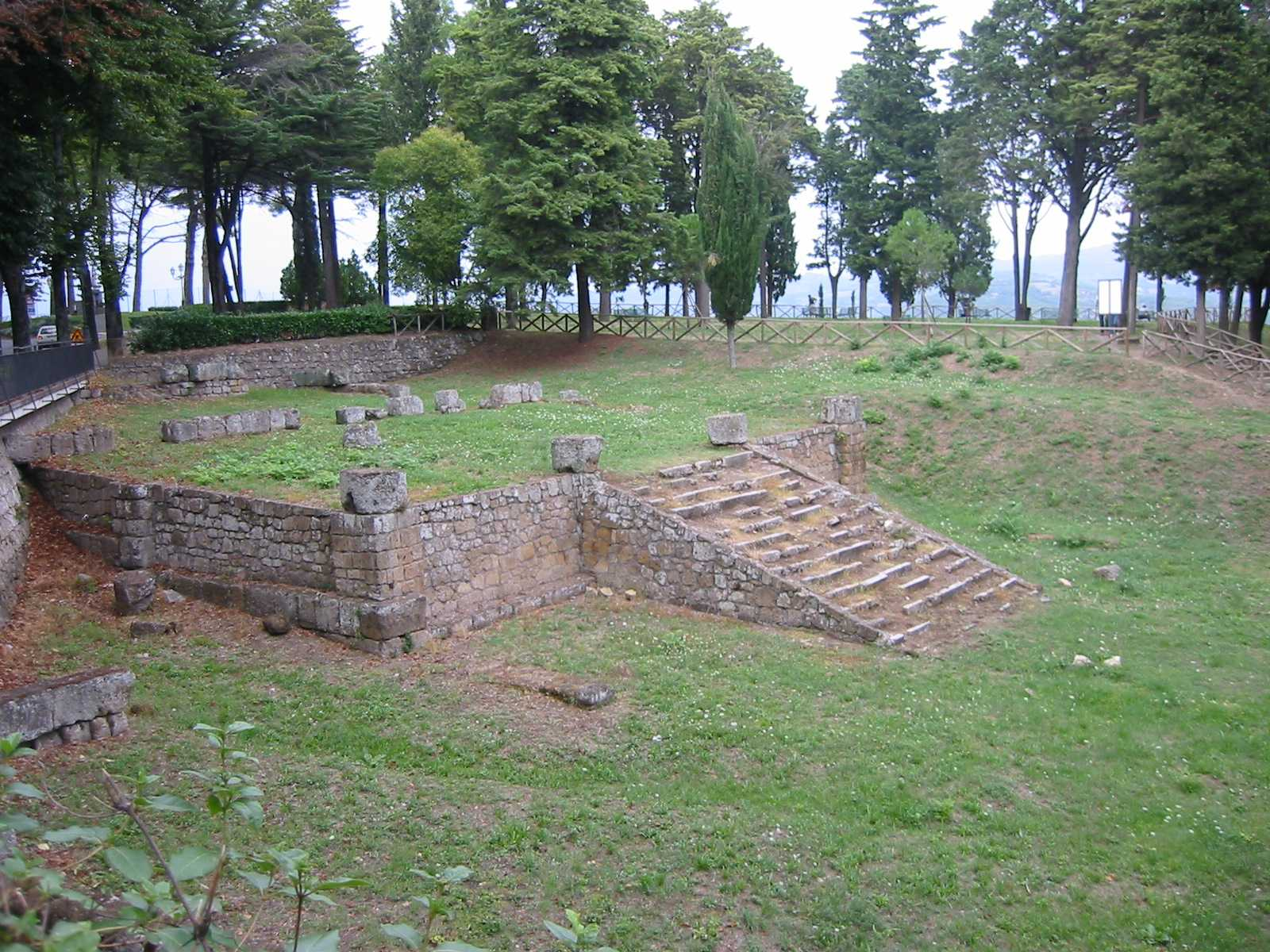
Temple du Belvédère à Volsinies.

Après l'annexion d'une part des terres de Vulci, Volsinies est la dernière cité étrusque encore libre. Située sur un plateau, la ville est dans une position défensive presque inexpugnable. Cependant, avant 265, une révolte de la plèbe locale chasse l'aristocratie de la cité, qui appelle alors Rome pour se rétablir. Les Romains menés par le consul Marcus Fulvius Flaccus, après un long siège, s'emparent de la ville en 264 et la détruisent. Fulvius Flaccus triomphe alors sur les Volsiniens, dernier triomphe sur les Étrusques de l'histoire romaine. Les habitants survivants sont exilés sur les bords du lac de Bolsena (Volsiniensis lacus) tout proche, où est construite une nouvelle ville. Rome rend alors le pouvoir à l'aristocratie locale. Le sanctuaire confédéral de Voltumna est pillé par les Romains.
Cet épisode, à l'instar de celui d'Arezzo en 302/301, montre que les cités étrusques sont en proie à d'importants troubles sociaux, ce qui contribue grandement à leurs affaiblissements depuis la guerre romano-étrusque de 311 à 308. Les aristocraties locales n'hésitent pas à en appeler à Rome pour conserver leur pouvoir face aux révoltes populaires, au détriment de leur indépendance.
À la suite de la destruction de Volsinies, les haruspices étrusques annoncent la fin du sixième saeculum de leur nation. L'Étrurie est dorénavant une simple région sous domination romaine. Les cités étrusques restent gouvernées par leurs aristocraties locales pour les affaires internes, avec un semblant d'autonomie, mais en fait sous le contrôle absolu de Rome.

## L'Étrurie dans la République romaine
Sur le territoire de Caeré, le long de la mer Tyrrhénienne, trois autres colonies en plus de Pyrgi sont déduites entre 264 et 245 : Castrum Novum, Alsium et Fregenae,.
En Étrurie méridionale, les Falisques se révoltent à nouveau en 241, pendant la première guerre punique, mais au bout de cinq jours, complètement domptés par Rome, ils viennent se soumettre,. Le motif de la révolte est inconnu. Les Romains ont détruit leur capitale et obligé les habitants survivants à s'installer dans la plaine à Falerii Novi. Aucune cité étrusque, malgré la guerre punique qui a éclaté dès 264, ne se soulève.

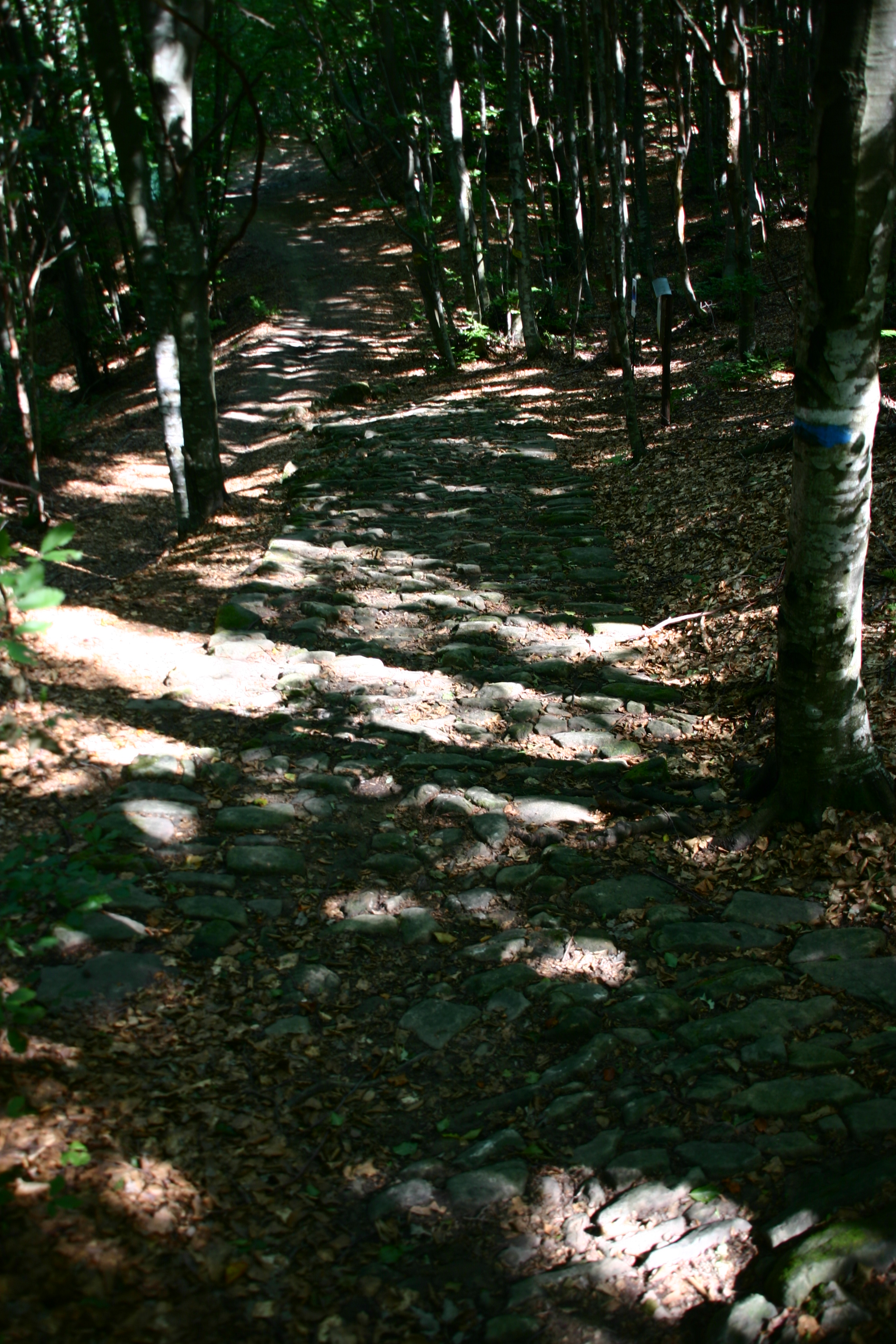
La Via Flaminia Minor, 187 av. J.-C., menant d'Arezzo à Rimini.

Plusieurs voies romaines sont construites en Étrurie dans la deuxième moitié du IIIe siècle av. J.-C. En 225 av. J.-C., la région est en partie pillée par une armée gauloise vaincue peu après à la Bataille de Télamon, en Étrurie méridionale. Les Étrusques mobilisables sont alors de 50 000 soldats et 4 000 cavaliers, soit 8 % des effectifs totaux de l'armée romaine. Peu de temps après, Rome se lance dans la conquête de la Gaule Cisalpine où des colonies sont déduites.
Pendant la deuxième guerre punique, les Gaulois récemment soumis se joignent en masse à Hannibal. Après les déroutes romaines du lac Trasimène en 217 et de Cannes en 216, des cités d’Italie se rallient à la cause d’Hannibal. Comme le note Tite-Live, « le désastre de Cannes est plus grave que les précédents, on en a déjà un indice dans ce fait que la fidélité des alliés, qui jusqu’à ce jour est restée ferme, commence à chanceler, sans aucune raison, assurément, sinon qu’ils désespèrent de l’empire. Néanmoins, seul un petit nombre des cités italiennes qu’Hannibal espère rallier consentent à le rejoindre. De fait, les peuples et les cités d’Italie centrale et méridionale sont nombreux à s’allier au Carthaginois mais les Latins, les Étrusques et les Ombriens demeurent globalement fidèles à Rome,. Quelques troubles agitent la cité étrusque d'Arezzo et peut-être celle de Cortone.
Le IIe siècle av. J.-C. est une période calme pour l'Étrurie. Certaines cités étrusques telles qu'Arezzo, Pérouse et Bolsena (Volsinii Novi) connaissent une véritable prospérité.
Lorsque la guerre sociale éclate en 91, la plupart des Étrusques n'ont pas le statut de citoyens romains. L'Étrurie, au contraire du centre de l’Italie, ne s'agite quasiment pas. Rome vainc tous les italiques révoltés successivement, en s'appuyant sur ceux qui n'étaient pas encore révoltés, puis en s'appuyant sur les premiers révoltés revenus sous son autorité pour vaincre les seconds. Finalement, en 88, les alliés de Rome, dont les Étrusques, obtiennent satisfaction, et l'Italie est unifiée sous un seul régime juridique.

## Relations entre Rome et les principales villes étrusques (Ve-IIIes.)
Véies (en guerre depuis 482, chute en 396)
Les relations entre les deux villes sont bonnes à l'époque de la monarchie romaine et la rivalité entre Véies et Rome n'apparaît qu'au début de la République romaine. Après trois guerres s'étendant de 482 à 396, la cité étrusque chute cette dernière année sous les coups du dictateur Camille.

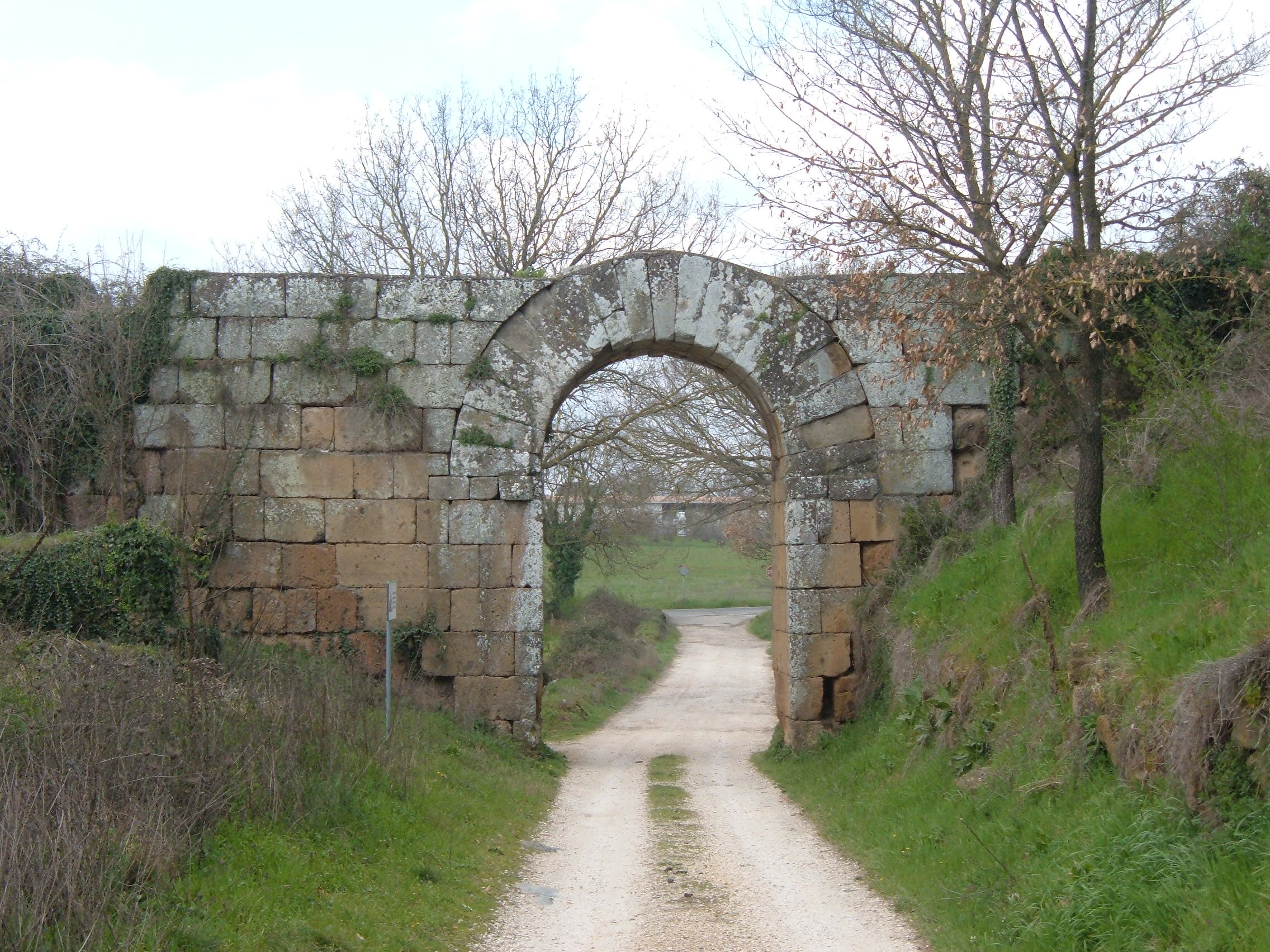
La Porte de Jupiter à Falerii Novi.

Faléries des Falisques (opposée à Rome dès 438 jusqu'en 351 aux côtés des Étrusques, s'allie volontairement en 343 pour des révoltes en 294 et 241, année de sa destruction)
Combattant aux côtés de la cité étrusque de Véies lors des guerres entre Rome et Véies au Ve siècle av. J.-C., les Falisques restent fidèles à l'alliance étrusque après la chute de Véies en 396. Deux colonies romaines sont installées en terres falisques, à Sutrium et Nepete, prenant presque Faléries en étau. Les Falisques sont vaincus en 351 lors de la guerre entre Rome et Tarquinia, et ils se soumettent sans nouveaux combats en 343 en prenant le statut d'« alliés », à la suite des succès romains de la première guerre samnite. Ils se révoltent par deux fois, pendant la troisième guerre samnite et la première guerre punique, mais ils sont réprimés rapidement les deux fois. Faléries est détruite lors de cette dernière révolte en 241, la population est déplacée dans la plaine à Falerii Novi.
Caeré (alliée vers 390, probables révoltes en 353, 293 et 273, municipe romain dès 353 ou seulement en 273)
La cité vient en aide aux Romains lors du sac de Rome de 390, et elle se voit octroyer par Rome le droit d'hospitalité et choisit une attitude neutre, voire l'alliance, avec Rome dans les premières décennies qui suivent ce premier raid gaulois. Il s'agit peut-être d'une alliance maritime, Caeré ayant besoin du bois du Latium pour sa flotte et les deux cités cherchent peut-être à enrayer l'avancée syracusaine, menée par le tyran Denys l'Ancien, au début du IVe siècle av. J.-C. Un différend oppose Caeré à Rome au milieu du IVe siècle av. J.-C., est la cité devient peut-être alors un municipe sine suffragio en 353,, mais il s'agit sans doute d'une anticipation. La cité semble venir en aide à Rome lors du conflit autour d'Arezzo en 301. Pourtant, elle se révolte et est soumise en 293. Vers 273, il est possible que Caeré s'oppose à la politique romaine de domination de la côte tyrrhénienne. Le statut de municipe sine suffragio lui est peut-être alors octroyé.
Tarquinia (en guerre en 389-386 et 358-351, trêve entre 351 et 311, peut-être en guerre en 311-308 puis probablement soumise)
Lors de la dernière guerre entre Rome et Véies, elle en profite pour mener des ravages en terres romaines. Elle est sans doute impliquée dans la guerre romano-étrusque qui suit le sac de Rome. Elle est ensuite au premier rang de la guerre romano-étrusque de 358 à 351. Le conflit est majoritairement marqué par une série d'opérations de pillage de la part des belligérants. La guerre est difficile, avec une alternance de succès et de revers. Après sept années de conflit, Rome finit par vaincre ses adversaires, sans victoire décisive, et une trêve de quarante années est conclue. À l'issue de cette trêve, une nouvelle guerre oppose Romains et Étrusques, mais la participation de Tarquinia est discutée,. Elle ne semble plus ensuite participer aux conflits romano-étrusques entre 302 et 280, étant peut-être déjà soumise.

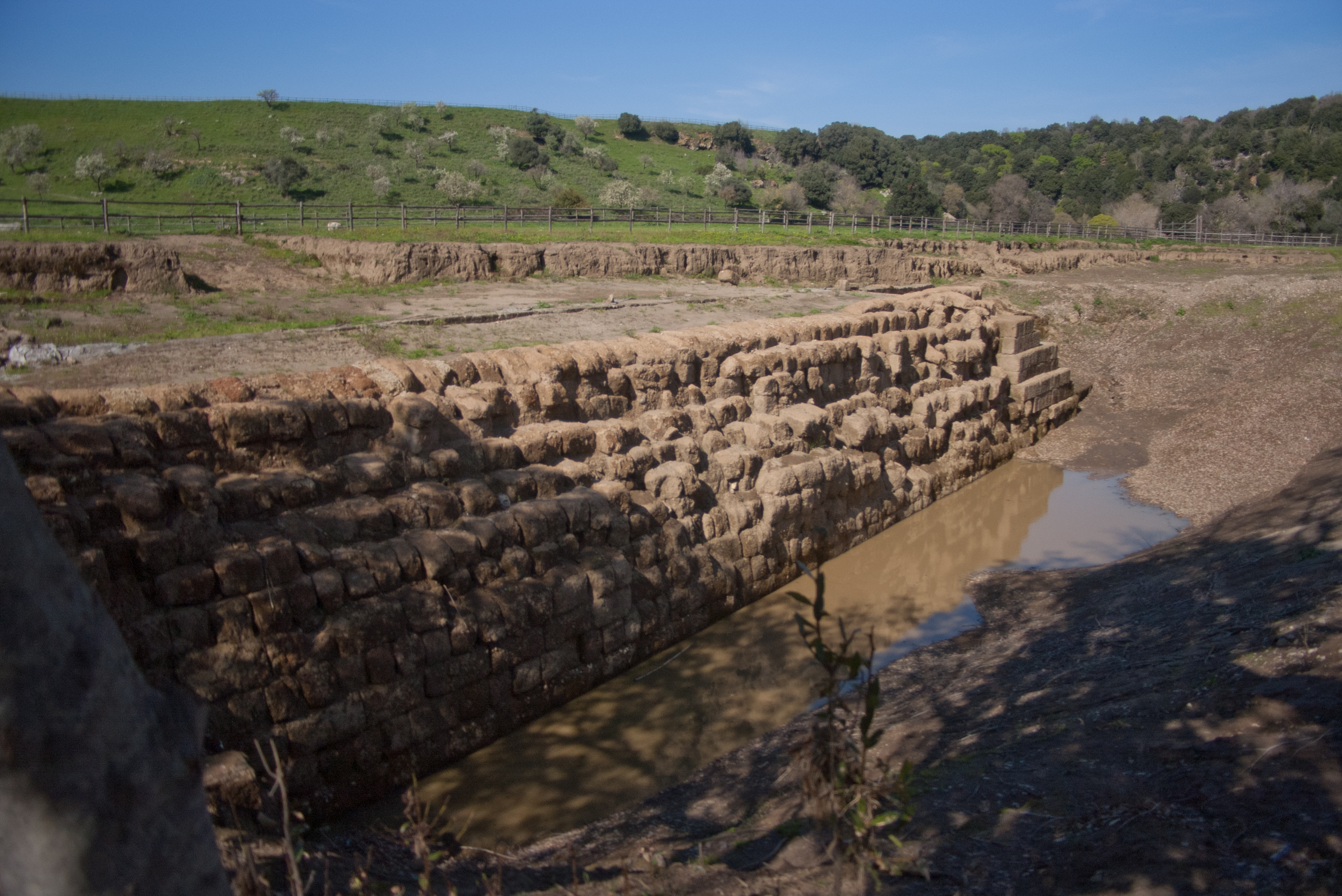
Quai étrusque à Vulci.

Vulci (en guerre en 358-351, puis conflit entre 284 et 280, année de sa soumission)
Selon les historiens modernes, la cité de Vulci a très probablement participé à la guerre de 358-351 aux côtés de Tarquinia, comme le montre vraisemblablement la tombe François et des documents d'origine étrusque,. Elle fait ensuite partie des dernières villes à lutter contre Rome, notamment entre 284 et 280. Elle est contrainte d'accepter une paix très dure avec Rome en 280 et se voit retirer une partie de ses terres. En 273, sur les anciennes terres de Vulci, est installée la colonie de Cosa,.
Volsinies (en guerre en 311-308, soumise en 294, dernière ville à lutter entre 284 et 280 puis en 265-264, année de sa destruction)
Elle est pour la première fois citée après la chute de Véies, alors qu'elle se trouve au contact des terres sous domination romaine.  Des raids de Volsiniens sont notés par Tite-Live en 392 et 391. Elle réapparaît ensuite lors de la guerre de 311-308, étant une des cités qui combat alors Rome. Elle lutte jusqu'en 308. Lors de la troisième guerre samnite, elle est à nouveau une des plus actives opposantes à Rome. Son territoire est dévasté en 294 et elle se soumet alors à Rome,. Elle fait ensuite partie des dernières villes à lutter contre Rome, notamment entre 284 et 280. Elle est contrainte d'accepter une paix très dure avec Rome en 280 mais reste la dernière cité étrusque indépendante. Située sur un plateau, la ville est dans une position défensive presque inexpugnable. Cependant, avant 265, une révolte de la plèbe locale chasse l'aristocratie de la cité, qui appelle alors Rome pour se rétablir. Les Romains s'emparent de la ville en 264 et la détruisent. Les habitants survivants sont exilés sur les bords du lac de Bolsena tout proche, où est construite une nouvelle ville. Rome rend alors le pouvoir à l'aristocratie locale. C'est la fin de l'Étrurie indépendante.

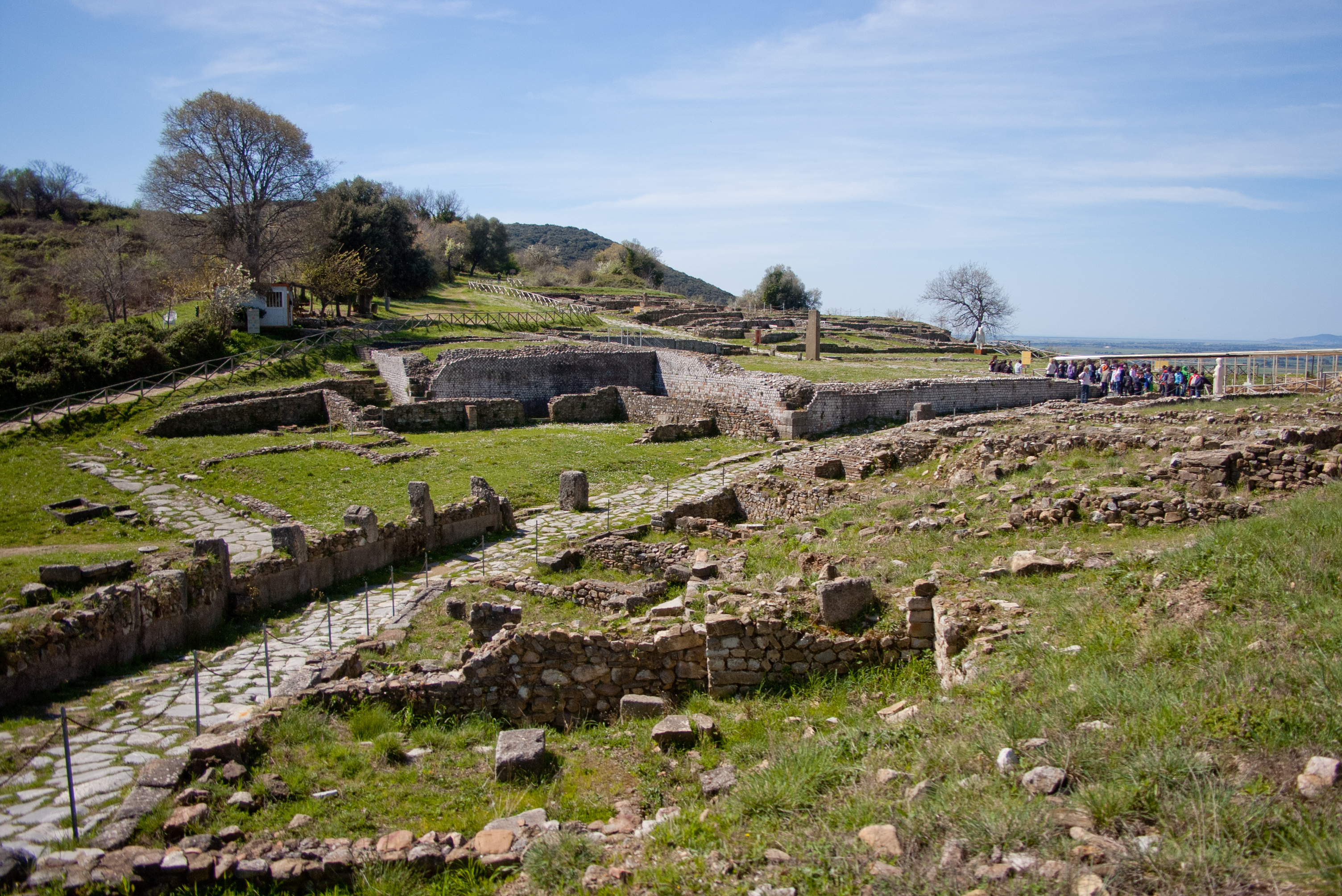
Site archéologique de Roselle.

Clusium (relations amicales probables depuis le début de la République romaine)
Cette cité étrusque n'apparaît dans aucun conflit contre Rome. Elle entretient, depuis Porsenna à la fin du VIe siècle av. J.-C. et le premier raid gaulois en Italie vers 390, des relations amicales avec Rome. C'est même une des bases de pénétration romaine sur la haute vallée étrusque du Tibre lors de la guerre de 311-308. Lors de la troisième guerre samnite, on ignore si elle participe ou si elle est déjà soumise à Rome.
Roselle (en guerre en 294, date de sa destruction)
Elle apparaît pour la première fois dans l'histoire romaine lors de la troisième guerre samnite. En l'an 294, elle est prise d'assaut et détruite, sa population décimée. Les ruines des murs de la ville se dressent encore de nos jours. Volsinies, Pérouse et Arezzo se soumettent alors à Rome,.
Pérouse, Cortone et Arezzo (en guerre en 311-308 puis en 294, année de leurs soumissions)
Ces cités de la haute vallée du Tibre semblent entrer pour la première fois en conflit contre Rome lors de la guerre de 311-308. Vaincues au lac Vadimon en 310, elles signent une trêve de 30 années avec Rome, Pérouse rompt peut-être la trêve vers 309, mais c'est très discuté, Pérouse et Arezzo participent à la troisième guerre samnite mais doivent se soumettre en 294,. Quelques troubles agitent la cité étrusque d'Arezzo et peut-être celle de Cortone lors de la deuxième guerre punique.
Vetulonia, Populonia et Volterra (en guerre en 298-294 et peut-être vers 282-280, soumises au plus tard cette année-là)
Ces trois cités du nord-ouest de l'Étrurie sont les plus éloignées de Rome. En 298, une bataille entre Romains et Étrusques se déroule près de Volterra à l'issue indécise. Alors que les Samnites et les Gaulois sont défaits à la bataille de Sentinum en 295, les Étrusques et les Ombriens sont vaincus non loin de Volterra. Une victoire romaine semble avoir eu lieu en 281 non loin de Populonia.